# مارک آربیت
مارک آربیت (انگلیسی: Mark Arbeit؛ زادهٔ ۱۵ مارس ۱۹۵۳) یک عکاس آمریکایی است که به خاطر گرفتن عکس‌های پرتره افراد مشهور، مد و زیبایی معروف است.

## اوایل زندگی
مارک آربیت در شیکاگو، ایلینوی به دنیا آمد و در کالیفرنیای شمالی بزرگ شد. وقتی آربیت ۱۶ ساله بود، خانواده او به اوآهو، هاوایی نقل مکان کردند، جایی که او برای اولین به عکاسی علاقه‌مند شد. در ۱۸ سالگی، آربیت در دانشگاه هاوایی ثبت نام کرد تا در رشته هنر تحصیل کند. چند سال بعد، او تصمیم گرفت که فقط بر روی عکاسی تمرکز کند و به دانشکده طراحی آرت‌سنتر در پاسادنا منتقل شد. در سال سوم حضور در آنجا، هلموت نیوتن را ملاقات کرد و ابتدا دستیار و سپس دوست او برای ۲۵ سال آینده شد.

## حرفه
پس از اتمام تحصیل، آربیت به نیویورک نقل مکان کرد و توسط اروینگ پن به عنوان رتوش‌گر چاپ پلاتین استخدام شد. در سال ۱۹۸۵ برای پیشبرد حرفه خود و همچنین گسترش مرزهای هنری خود در پاریس اقامت گزید. برای کشف جنبه تجربی عکاسی، آربیت با چند دوست عکاس از مرکز هنر، گروهی به نام «دیگ» تشکیل دادند. کار این گروه ساده بود: گرفتن عکس‌هایی که قبلا هرگز انجام نشده بود. آربیت فوکوس را به عنوان ابزار خود انتخاب کرد و مجموعه‌ای از عکس‌های این اند آوت آف فکوس را راه‌اندازی کرد که در پیش‌زمینه آربیت به وضوح روی یک گل و در پس‌زمینه فوکوس می‌کند. آربیت کار خود را برای گرفتن عکس سرمقاله روزنامه‌ها و مجلات ادامه داد، زمان خود را بین پاریس و نیویورک تقسیم کرد، برای ووگ فرانسوی و ماری کلر عکس می‌گرفت و برای مجله این استایل، مجله پیپل و فوربز پرتره می‌گرفت. پس از سری آتلیه، آربیت پروژه‌ای به نام «ساختمان‌های پولاجونک» راه‌اندازی کرد: مجموعه‌ای از فتومونتاژهایی که از مثبت/منفی پولاروید ساخته شده و همه لوازم موجود در جعبه پولاروید را در خود جای داده است. 
در سال ۱۹۹۴، در سفر تعطیلات خود با خانواده در اوآهو، آربیت با دوربین 8X10 اینچی دیردورف روی مطالعه جزایر هاوایی شروع به کار کرد. برای آن، او از مردم جزیره، مناظر کوهستانی خیره‌کننده و سواحل عکس گرفته است. 